# جان هيلير أوبام
جان هيلير أوبام (بالفرنسية: Jean-Hilaire Aubame) (10 نوفمبر 1912)   - 16 أغسطس 1989) كان سياسيا غابونيا نشط خلال كل من فترتي الاستعمار والاستقلال. قال الصحفي الفرنسي بيير بيان أن تدريب أوبام "كممارس كاثوليكي وموظف جمركي ساعد في جعله رجلاً متكاملاً، لم تكن السلطة السياسية لديه غاية في حد ذاتها.
وُلد أوبام في كنف أحد عوائل فانغ، وقد تيتم في سن مبكرة. ترعرع في بيت شقيق زوجته ليون إمبا ، الذي أصبح المنافس السياسي الرئيسي له فيما بعد. بتشجيع من زملائه، دخل أوبام إلى مجال السياسة، وكان أول ممثل للغابون في الجمعية الوطنية الفرنسية من 1946 إلى 1958. كان أوبام أيضًا رائدًا في حل المشكلات الأفريقية، ولا سيما تطوير مستوى المعيشة في الجابون وتخطيط المواقع الحضرية. حضي أوبام بنجاح في السياسة الغابونية بفضل دعم المهام والإدارة، في حين أن الكثير من قوة إمبا جاءت من المستعمرين.
على الرغم من التنافس، شكل أوبام ومبا، الذي أصبح الآن رئيس الغابون، العديد من النقابات السياسية التي كانت متوازنة سياسياً بما يكفي لجذب الناخبين. تقديراً لمساعدته، عين السيد أمبا أوبام وزيراً للخارجية ورئيساً لاحقاً للمحكمة العليا. سرعان ما تصاعدت التوترات بين الاثنين بسبب رفض أوبام دمج حزبه مع إمبا وإنشاء دولة حزب واحد . تم تنصيب أوبام كرئيس للغابون خلال انقلاب عام 1964 ضد إمبا. ومع ذلك، تم الانقلاب بعد ثلاثة أيام، وعلى الرغم من أنه لم يشارك في التخطيط للانقلاب، فقد حكم على أوبام بالسجن لمدة 10 سنوات من العمل الشاق و 10 سنوات من النفي. تعرض للضرب يوميًا على أيدي حراس السجن أثناء قضاء فترة العقوبة. سمح خلف إمبا كرئيس، عمر بونغو ، بعودة أوبام إلى الجابون في عام 1972. توفي السياسي الأكبر في عام 1989 في عاصمة الغابون ليبرفيل .

## الشباب والحياة السياسية المبكرة

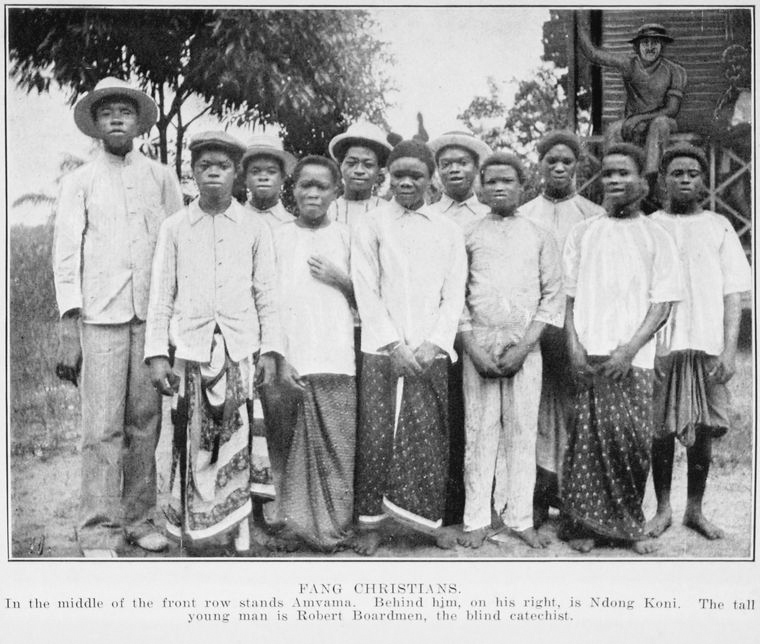
الأنياب في مهمة مسيحية ، ج. 1912

ولد في عائلة فانغ بالقرب من ليبرفيل،  فقد أوبام والده وهو في الثامنة من عمره ووالدته في الحادية عشرة. فقام ليون إمبا الرئيس الأسبق للغابون برعايته، ورتب لتعليمه في عدة بعثات كاثوليكية . بعد تخرجه، أصبح أوبام مدرسًا.
ساعد مابا أوباما في الحصول على وظيفة في الجمارك في 24 مارس 1931. تم تعيينه لأول مرة في ليبرفيل من عام 1931 إلى عام 1935 ، وتم نقله إلى بانغي في عام 1935 ثم إلى برازافيل في عام 1936 ،  حيث شارك في تأسيس فرع من Mutuelle Gabonaise مع شقيق السياسي لويس بيجمان . وكان أيضًا عضوًا في جمعية أصحاب المهن، وهي منظمة كان يهيمن عليها سياسيان آخران قريبان : رينيه بول سوات وجان ريمي أيوني .
بعد الخطاب الذي ألقاه تشارلز ديغول في استئناف 18 يونيو 1940 ، انحاز أوبام إلى الفرنسيين الأحرار ، وفي نوفمبر أرسلته سلطات ليبرفيل لحشد الأنياب من أجل القضية. في فبراير 1942 ، التقى أوبام بالمدير الاستعماري فيليكس إيبوي وسرعان ما أصبح محميًا له. شغل منصب مخبر لـ Éboué في الشؤون الأفريقية. كانت مكافأة أوبام على ذلك بأن تمت ترقيته ضمن مجموعة من الأفارقة في 23 فبراير 1943 في القسم الأوروبي من الخدمة المدنية، وفي 1 يناير 1944  عينه أبوي رئيسًا للجنة البلدية لقسم Poto-Poto في برازافيل.
شارك أوبام في مؤتمر برازافيل عام 1944  وخدم في هذا المنصب حتى 10 نوفمبر 1946. بعد وفاة إيبوي المفاجئ في مارس 1944 ، عمل أوبام كمستشار للحاكم العام أندريه بايرديل وسكرتيرته أندريه سوكادو. وشجعوا أوبام على الترشح لمنصب، وعاد إلى الجابون للقيام بحملة بدعم من الإدارة والمبشرين على حد سواء.
خلال هذه الأحداث، لم تطلق أعيرة نارية. لم يكن رد فعل الناس قويًا، وهو ما يشير إلى موافقة العسكريين. تم تشكيل حكومة مؤقتة وتم تقديم الرئاسة لأوبام. كانت الحكومة تتألف من سياسيين مدنيين من كل من UDSG و BDG ، مثل Paul Gondjout . أما بالنسبة للمتآمرين في الانقلاب، فقد كانوا راضين عن ضمان الأمن للمدنيين. الجيش الجابوني الصغير لم يتدخل في الانقلاب. يتألف معظمهم من الضباط الفرنسيين، ظلوا في ثكناتهم.

## الجوائز والأوسمة
- ميديل دي لا ريزيستانس [4]
- كوماندور دي لا ليجيون دي هونور [4]
- l ' Étoile équatoriale (الغابون) [4]
- l ' Étoile africaine (ليبيريا) [4]
- l'Ordre libérien de la Rédemption africaine [4]
- L ' Ordre national du Mérite du Niger [4]
- l ' Ordre national du Mérite centrafricain [4]
- l ' Ordre national du Mérite de Côte-d'Ivoire [4]
- l ' Ordre national du Tchad [4]
- l ' Étoile noire du Bénin [4]